# Picea likiangensis
Picea likiangensis ((Franch.) E.Pritz., 1900) è una specie di peccio, appartenente alla famiglia delle Pinaceae, originaria della Cina (Xizang, Yunnan, Sichuan e Qinghai) e del Bhutan.

## Etimologia
Il nome generico Picea, utilizzato già dai latini, potrebbe, secondo un'interpretazione etimologica, derivare da Pix picis = pece, in riferimento all'abbondante produzione di resina. Il nome specifico likiangensis fa riferimento al Lijiang Shan, massiccio montuoso nella prefettura di Lijiang, zona dove la specie venne rinvenuta e collezionata per la prima volta.

## Descrizione

### Portamento
Albero alto fino a 50 metri con tronco monopodiale e diritto, che può raggiungere 2-2,6 m di diametro; i rami del primo ordine sono lunghi, slanciati e con portamento ascendente. I rami del secondo ordine sono variabili, non pendenti. La chioma è piramidale o  conica. I virgulti sono spessi, rigidi o snelli, inizialmente di color grigio-giallastro o marrone-arancione, poi marrone-rossastro, solcati e finemente rugosi, glabri o pubescenti; i pulvini sono lunghi 1-1,5 mm, disposti a 60°-90°.

### Foglie
Le foglie sono aghiformi, di colore verde scuro o verde-bluastro superiormente, glauche inferiormente, rigide, lineari, dritte o  ricurve, di sezione quadrata-rombica, lunghe 0,8-1,5 cm, con punte acute e pungenti; hanno stomi su entrambe le pagine, disposti in poche linee. Le gemme vegetative sono ovoidali-coniche o coniche, lunghe 4-6 mm, leggermente resinose; hanno perule piccole, triangolari, di colore rosso-marrone o porpora-marrone, persistenti per anni.

### Fiori
Sono strobili maschili inizialmente rosa-rossi, poi giallastri da maturi, ascellari, lunghi 2-2,5 cm.

### Frutti
I coni femminili sono sessili o con corto peduncolo, ovali-oblunghi, inizialmente eretti, poi pendenti a maturazione, lunghi 7-12 cm e larghi 3,5-5 cm, inizialmente rossi o color magenta, poi marroni-giallastri o rossastri, marroni-purpurei o marroni pallidi a maturazione, con punte ottuse e base obliqua. I macrosporofilli sono piccoli, obovati, lunghi 1,5-2,6 cm, con superficie abassiale liscia o striata, glabra. Le brattee sono piccole, ligulate, lunghe 2 mm, interamente incluse. I semi, di color marrone scuro, sono ovoidali-conici, lunghi 2-4 mm, con parte alata di colore marrone chiaro, ovata-oblunga, lunga 7-14 mm.

### Corteccia
La corteccia è ruvida e scanalata, di colore grigio, con le parti recentemente esposte di colore arancione-marrone.

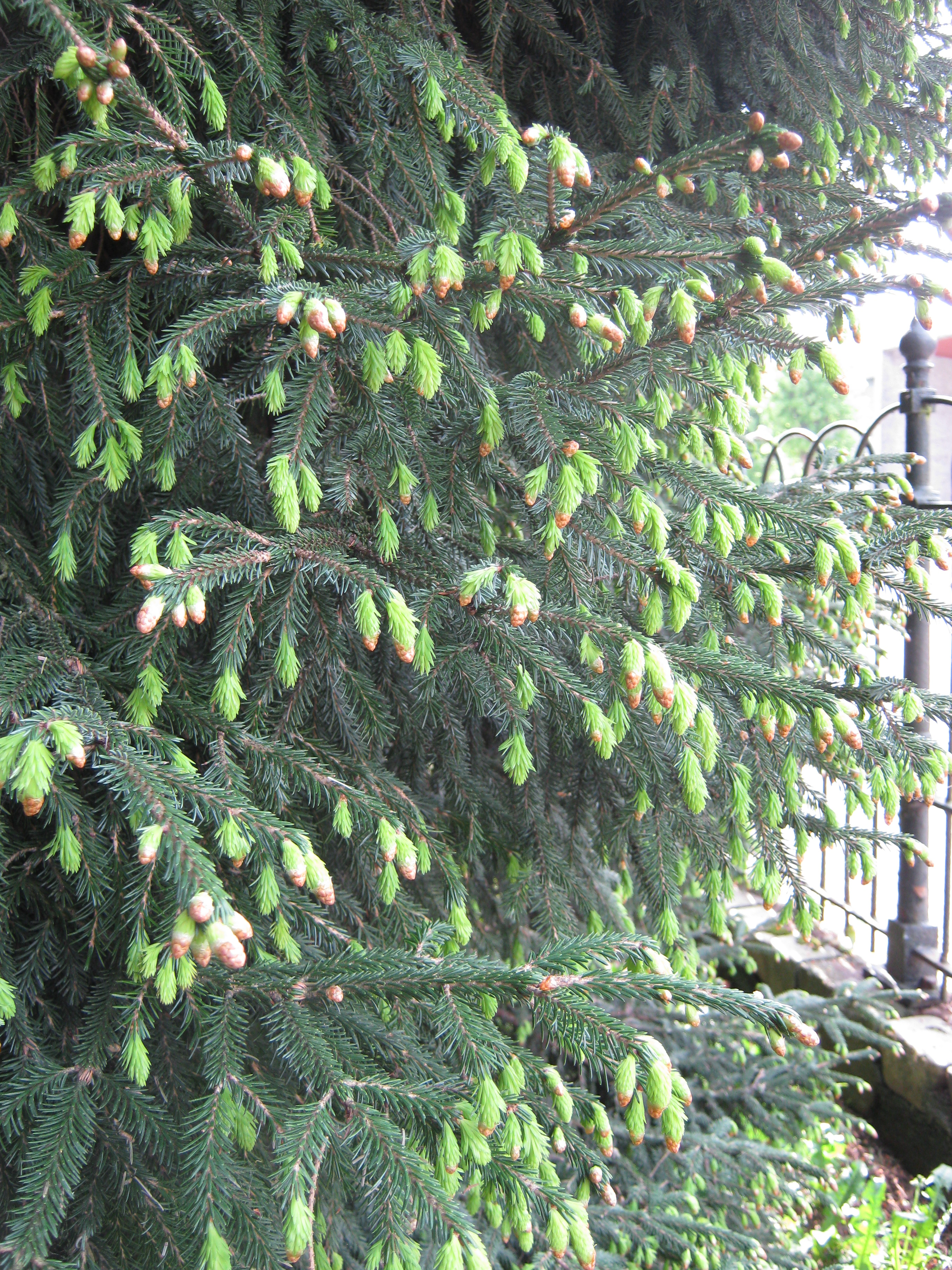
Virgulti
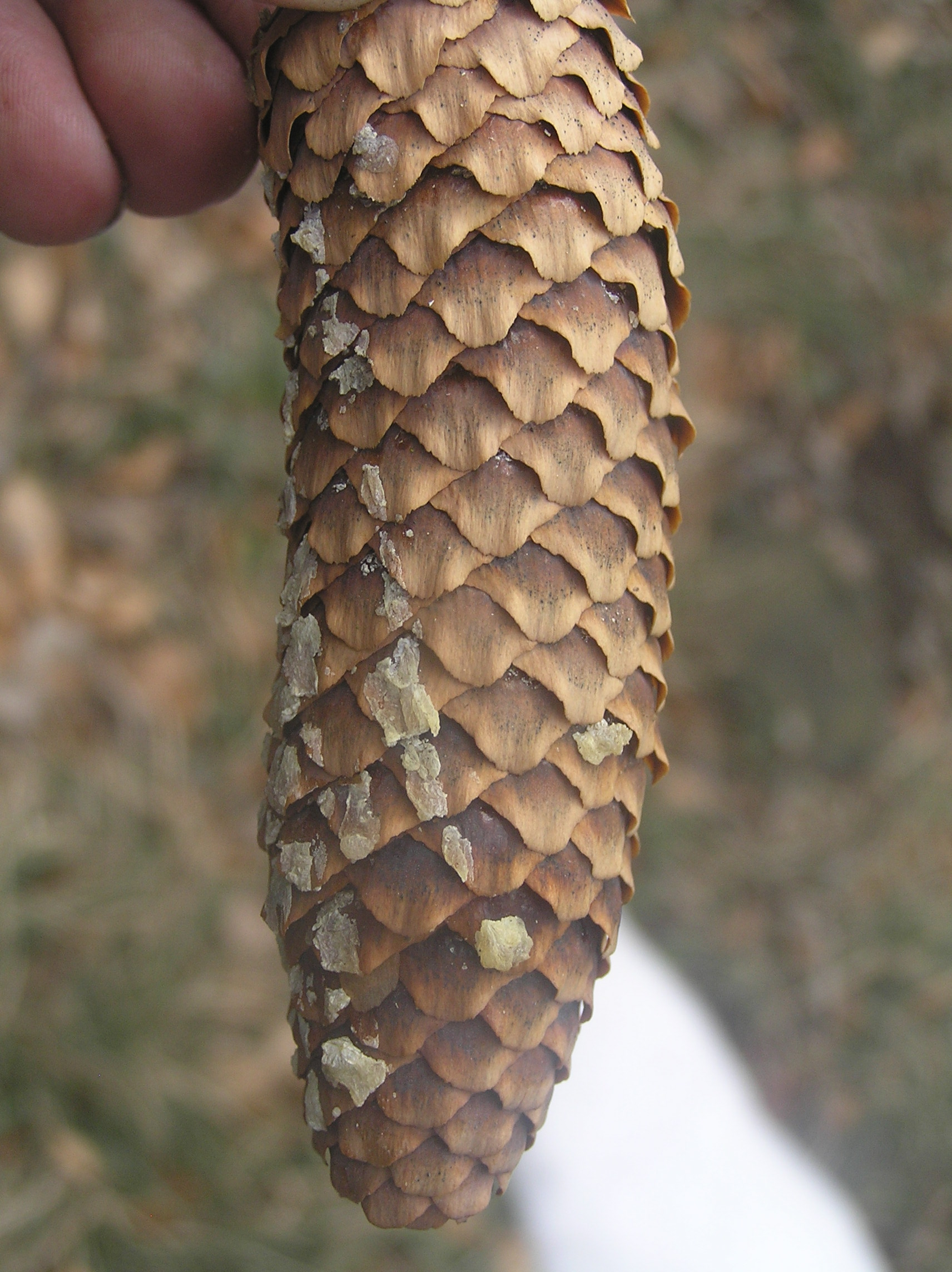
Cono femminile maturo
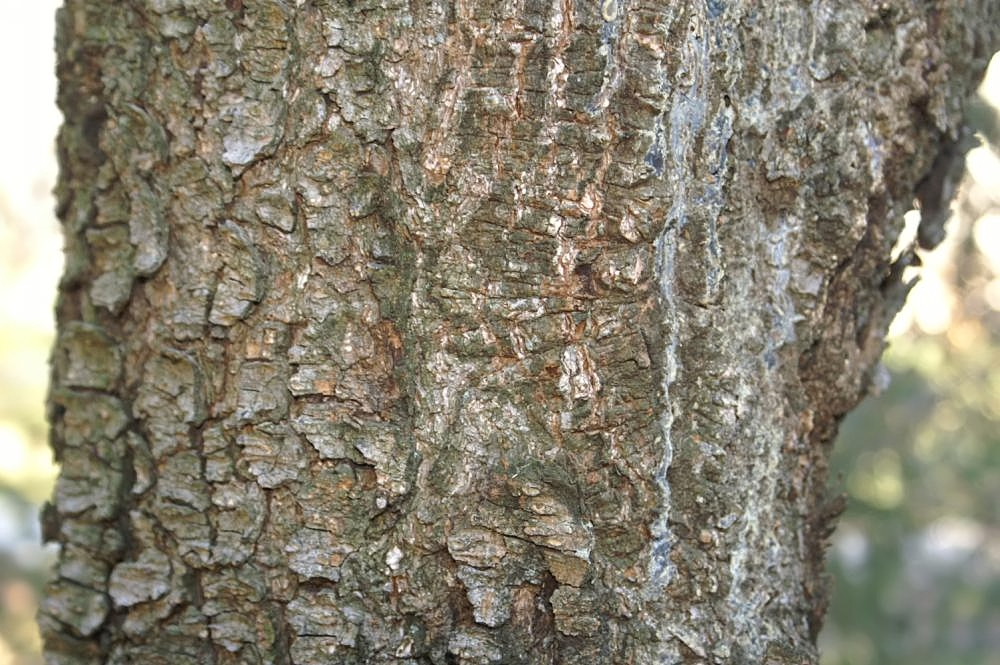
Corteccia
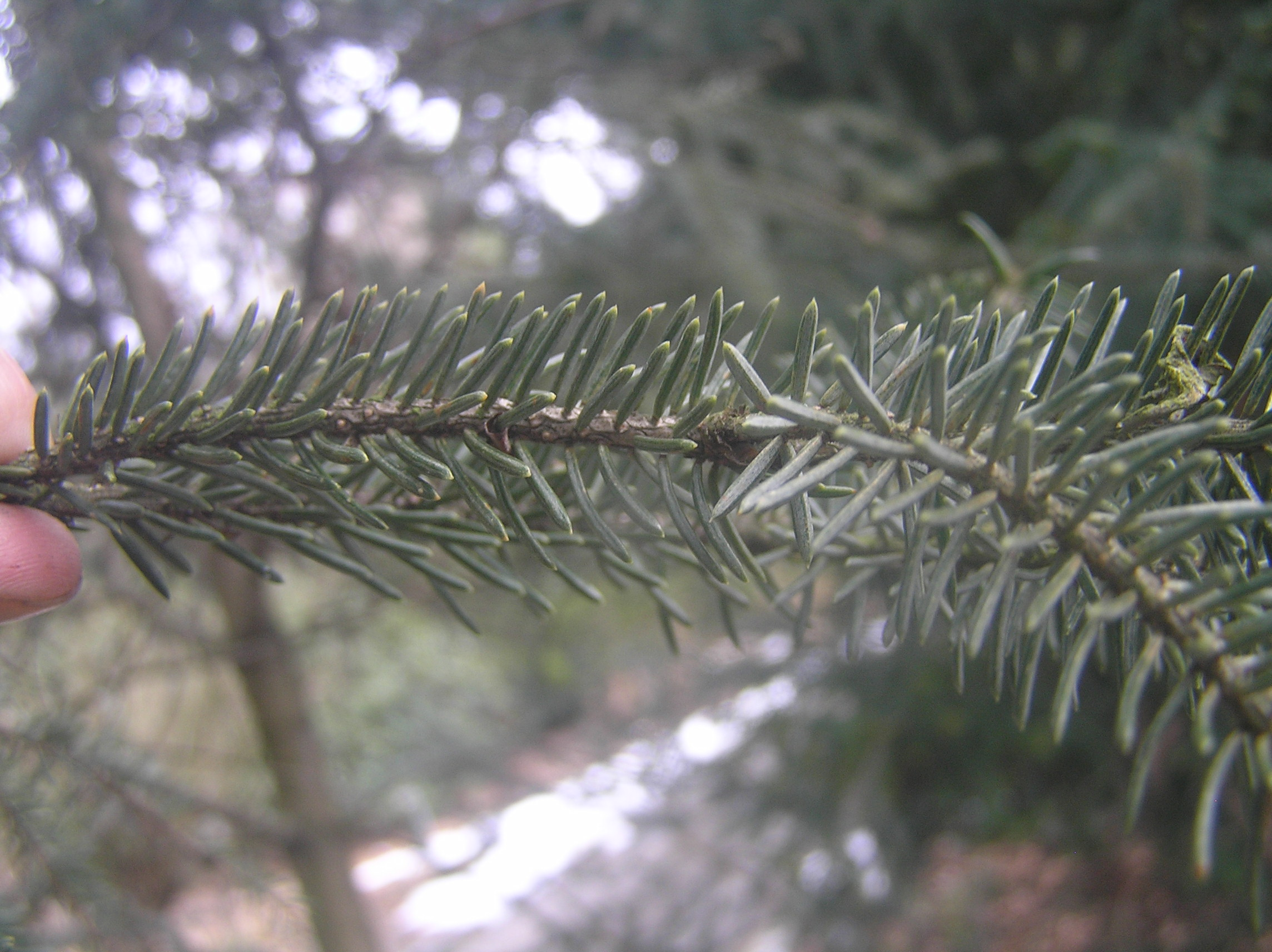
Aghi
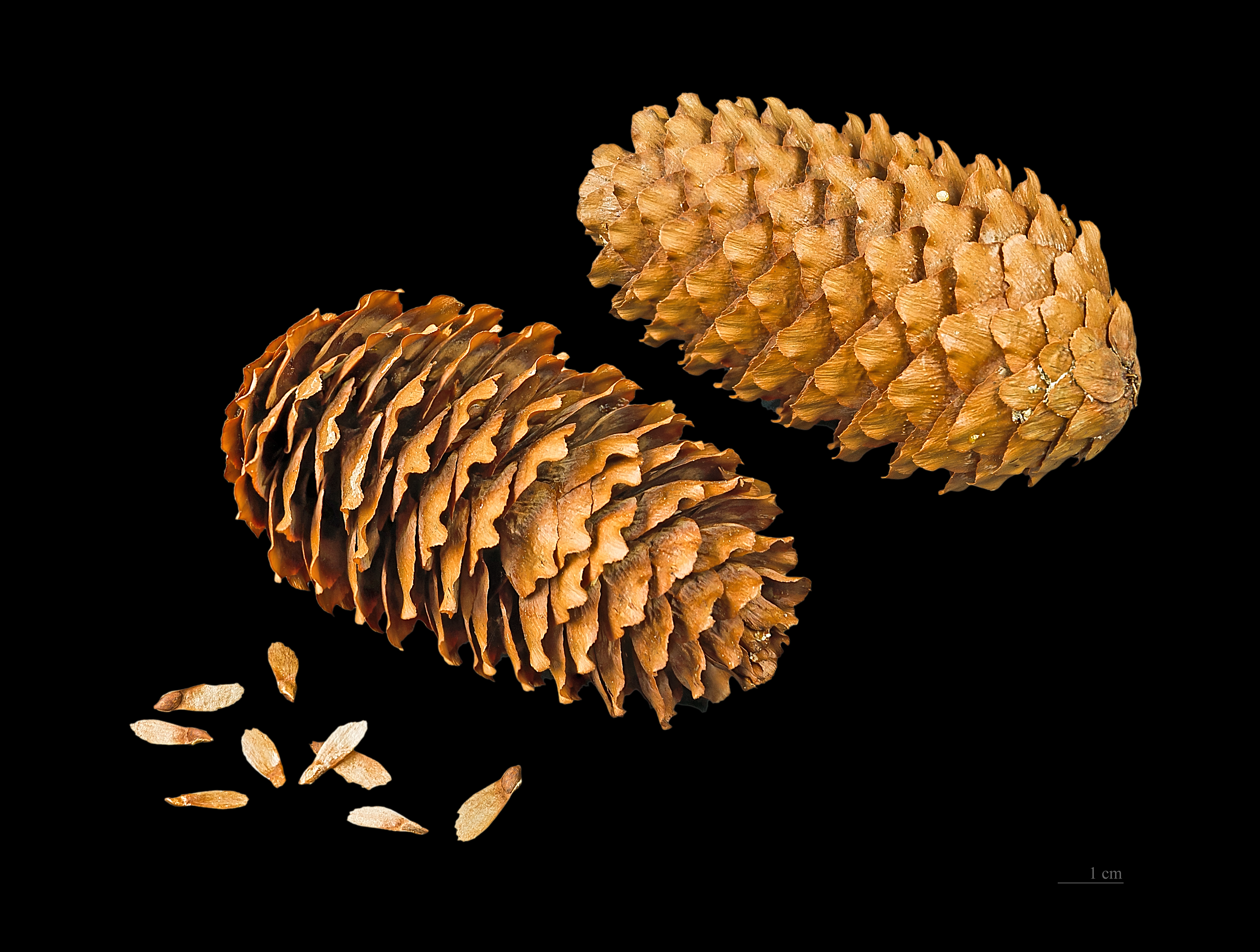
Coni e semi
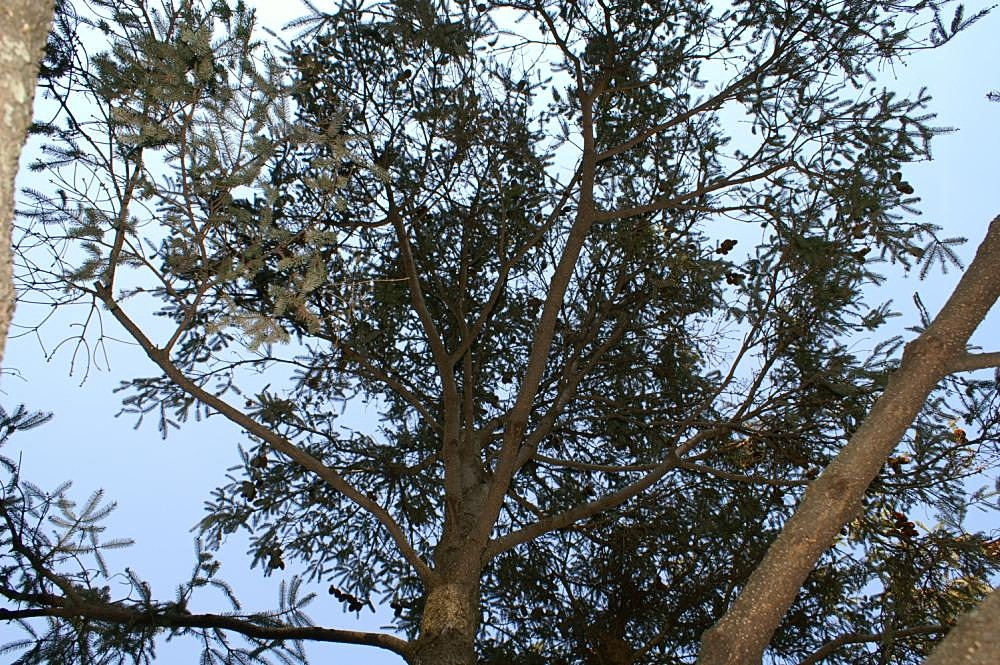
Rami in dettaglio

## Distribuzione e habitat
Vegeta in alta quota ad altitudini comprese tra i 2900 e i 4100 m. Si rinviene usualmente con altre conifere come Picea brachytyla, Larix potaninii e altre specie di Abies e di Tsuga.

## Tassonomia
Trattasi di una specie con morfologia molto variabile: vengono accettate quattro varietà:
- Picea likiangensis var. hirtella W.C.Cheng - endemica della Cina
- Picea likiangensis var. montigena (Mast.) W.C.Cheng - endemica del Sichuan
- Picea likiangensis var. rubescens Rehder & E.H.Wilson - endemica della Cina

## Usi
Il suo legno viene utilizzato nell'industria cartaria, in edilizia, per la produzione di pali e di mobili; dalla corteccia si ricava il tannino, dalle foglie olii aromatici e dal legno si distilla la resina. È una specie diffusa in Europa e Nordamerica come albero ornamentale in giardini privati e in orti botanici.

## Conservazione
Lo sfruttamento economico e la conseguente deforestazione ha provocato una riduzione della popolazione stimata in circa il 30 % negli ultimi 75 anni; nonostante le leggi restrittive promulgate dal governo cinese viene classificata come specie vulnerabile nella Lista rossa IUCN.